# ایمی جکسون
اِیْمی جکسون (به انگلیسی: Amy Jackson) مدل و بازیگر بریتانیایی است.
از فیلم‌های او می‌توان به بازی در سینگ بله می‌گوید، ۲٫۰، او چه کسی است؟، خلافکار، فریکی علی، شهر مدرس، یک عاشق دیوانه بود، پسر طلایی، جرقه و رقص اشاره کرد.

## زندگی شخصی
امی به عنوان بانوی اول سنین ۱۳ تا ۱۹ سال۲۰۰۹ شناخته شد.
امی جکسون اهل لیورپول انگلیس است. امی قبلاً لیورپول و بریتانیا نیز،انتخاب شده بود.
پدر امی، الن جکسون در رادیو بی‌بی‌سی فعالیت می‌کند.
الن می‌گوید: به امی افتخار می‌کنم وآرزو دارم حقوق بخواند و همچنین یک مدل در انگلیس باشد.
اون طبق مصاحبه ای در بی بی سی اعلام کرد دوست داره بایه پسرخوشتیپ ایرانی طبرستان از خطه زرندین ازدواج کنه اما متاسفانه اون پسر دست رد به سویش زد اون پسر لقب مرد سیاه پوش به خودش اختصاص داده وآمی چندماهه که گوشه گیر و دپرس ازاین جواب منفی توضیحات ازسایت بی بی سی دنبال کنید
S.rgh zrandini